# Edder Farías
Edder José Farías Martínez (Maturín, 12 aprile 1988) è un calciatore venezuelano, attaccante del Monagas.

## Palmarès

### Competizioni nazionali
- Copa Venezuela: 2

Caracas: 2013
Deportivo La Guaira: 2024